# Untold Legends: The Warrior's Code
Untold Legends: The Warrior's Code — рольова відеогра в жанрі екшн, продовження портативної відеогри Untold Legends: Brotherhood of the Blade. Гра була випущена у березні 2006 року. Попри те, що ігровий процес дуже схожий на оригінал, у Warrior's Code представлено п'ять нових класів персонажів, покращені елементи керування, ширший вибір режимів для багатокористувацької гри, більше налаштувань персонажів та коротший час завантаження. Сюжет розгортається в тому ж всесвіті, що й «Untold Legends: Brotherhood of the Blade», і має тонкі зв'язки, згадуючи персонажів та події. з минулого.

## Геймплей
The Warrior's Code — це лінійна рольова гра в жанрі екшн з елементами дослідження підземель, як і її попередник. Гравець може обрати один із п'яти різних класів персонажів, кожен з яких пропонує різні стилі гри. Бої включають як дистанційні, так і ближні атаки.

### WiFi
The Warrior's Code має багатокористувацький режим, використовуючи вбудований WiFi-адаптер PSP. Гра пропонує кілька режимів PvP, а також повноцінний кооперативний режим, який дозволяє об'єднуватися з іншим гравцем для проходження гри. На відміну від свого попередника, Brotherhood of The Blade, The Warrior's Code також пропонує гравцеві можливість грати онлайн в режимі інфраструктури.

## Розвиток
Як бонус за попереднє замовлення, гра поставлялася з невеликою фігуркою персонажа класу Guardian.

## Оцінки
| Агрегатор  | Оцінка |
| ---------- | ------ |
| Metacritic | 65/100 |

| Видання                            | Оцінка  |
| ---------------------------------- | ------- |
| Edge                               | 6/10    |
| Electronic Gaming Monthly          | 5.5/10  |
| Eurogamer                          | 6/10    |
| Game Informer                      | 8.25/10 |
| GamePro                            | [ 6 ]   |
| GameSpot                           | 6.9/10  |
| GameSpy                            | [ 8 ]   |
| GameTrailers                       | 6.7/10  |
| GameZone                           | 6.9/10  |
| IGN                                | 6.9/10  |
| Official U.S. PlayStation Magazine | [ 12 ]  |

Згідно з агрегатором оглядів відеоігор Metacritic, гра отримала «змішані або середні відгуки». 